# Meiotterismo
Il meiotterismo è la riduzione più o meno marcata dello sviluppo dell'ala degli insetti, occorsa come adattamento secondario di insetti alati (Pterigoti).

## Terminologia
Macrottero: con ali della lunghezza tipica dell'ordine al quale l'insetto appartiene, comunque, sempre lunghe almeno quanto l'addome.
Brachittero: con organi di volo abbreviati ma conservanti in gran parte la forma e le nervature tipiche; se si tratta di Insetti che in riposo mantengono le ali totalmente o parzialmente sovrapposte, esse continuano ad essere tali. Di solito le ali non divengono molto più piccole di metà della lunghezza normale e lasciano quasi sempre scoperta parte dell'addome.
Microttero: organi di volo ridottissimi, molto più brevi della metà della loro lunghezza normale, con forma e nervature molto dissimili da quelle delle ali normali. Sono spesso squamiformi o a forma di lancetta. Se si tratta di Insetti che in riposo mantengono le ali sovrapposte, esse, così fortemente ridotte, spesso risultano laterali o al massimo vengono in contatto lungo la linea mediana. L'addome è totalmente o quasi scoperto.
Subattero: organi di volo così vestigiali da apparire come una minutissima plica del tegumento, priva di nervature ed a stento rilevabile a occhio nudo. Spesso tali forme sono indicate come attere.
Attero: privo di qualsiasi traccia, sia pur minima, degli organi di volo.
Parattero: ali del 1º paio più brevi di quelle del 2º; ali del 2º paio sempre normalmente sviluppate.
Stenottero: ali di lunghezza normale, o quasi, ma molto strette, con evidente diminuzione della loro larghezza normale.
Per alcuni ordini specifici gli Autori hanno proposto altre nomenclature.

### Terminologia riferita ai Rincoti Eterotteri
POISSON (1924) e LARSEN (1931) propongono nomenclature specifiche per i Rincoti Eterotteri considerando la riduzione a partire dalla forma macrottera, e cioè ad ali completamente sviluppate, in base al diverso numero di segmenti addominali lasciati scoperti dalle ali variamente accorciate. Le corrispondenze fra le categorie usate nelle due nomenclature sono riassunte nella seguente tabella:
| POISSON        | LARSEN        |
| -------------- | ------------- |
| macrottero     | macrottero    |
| subbrachittero | ipomacrottero |
| brachittero    | brachittero   |
| submicrottero  | microttero    |
| attero         | attero        |

### Terminologia riferita agli Ortotteri
RAMME, riprendendo una nomenclatura per gli Ortotteri, precedentemente proposta da PUSCHNIG ed arricchendola di nuovi termini, propone per questo ordine una classificazione comprendente anche quelle variazioni che conducono ad un aumento della lunghezza delle ali. Egli distingue 4 gruppi principali, alcuni dei quali divisi in sottogruppi:
- Attero: del tutto privo di ali.
- Ipottero: ali più o meno abbreviate.
  - Squamittero: con tegmine squamiformi laterali ed ali assenti.
  - Microttero: con tegmine non superanti la metà dell'addome e con i margini interni sovrapposti; ali assenti o ridotte.
  - Brachittero: con tegmine raggiungenti al massimo l'apice dell'addome; ali assenti o più o meno ridotte; forme incapaci di volare.
- Euttero: capace di volare per la presenza di tegmine e di ali normalmente sviluppate.
  - Mesottero: organi di volo raggiungenti o superanti di poco l'apice dell'addome.
  - Olottero: organo di volo superanti l'articolazione femoro-tibiale posteriore.
  - Iperptero: organi di volo molto più lunghi dei precedenti.
- Parattero: ali olottere superanti le tegmine che possono essere microttere, brachittere o mesottere.

## Pteripolimorfismo
Una determinata specie può essere strettamente macrottera o brachittera o attera e così via, oppure può presentare forme meiottere di categoria diversa. In questi casi si parla di pteripolimorfismo, distinto in due tipi:
- Eteromorfismo alare: pteripolimorfismo presente in uno solo dei due sessi.
- Omomorfismo alare: pteripolimorfismo riscontrato in entrambi i sessi.

Infine è frequente il caso in cui uno solo dei due sessi sia meiottero (senza essere necessariamente anche pteropolimorfo), oppure che ognuno dei sessi presenti un grado di meiotterismo determinato e costante, ma diverso nel maschio e nella femmina; in tal caso si parla di pterodimorfismo sessuale, che nella sua condizione estrema presenta uno dei sessi macrottero e l'altro attero (es. Coccidi, alcuni Ortotteri, ecc.). Il sesso ad ali ridotte (o maggiormente ridotte) in alcuni casi è quello femminile (Ortotteri), in altri è prevalentemente maschile (Plecotteri), ma non di rado, in uno stesso Ordine, può riguardare con maggiore intensità indifferentemente i maschi o le femmine.

## Atterismo secondario completo
L'atterismo secondario completo, a livello di Ordini, si ha solo nei Grilloblattoidei, negli Afanitteri, nei Mallofagi e negli Anopluri. Ali anteriori ridotte si hanno solo negli Strepsitteri.
Tutti gli altri Ordini, fatta eccezione per Odonati e Neurotteri (Megalotteri e Rafidiotteri), presentano, più o meno frequentemente, casi di riduzione degli organi di volo.

## Efemerotteri, Isotteri, Zoratteri
Questi tre ordini, pur presentando (negli Isotteri e negli Zoratteri) forme alate ed attere in tutte le specie, non presentano alcuna specie con forme ad ali ridotte . Alcune famiglie di Efemerotteri comprendono alcune specie nelle quali il secondo paio di ali può essere alquanto ridotto o completamente assente; ciò si verifica soprattutto nei Baëtidae (Cloëon, ecc.), Caenidae (Caenis), Tricorythidae.

## Ortotteri, Blattoidei, Mantoidei e Fasmoidei
In questi ordini il meiotterismo è particolarmente diffuso, ed in certi gruppi costituisce la regola. Fra gli Efippigerini, che presentano una riduzione alare molto spinta, non vi sono specie macrottere o anche semplicemente brachittere. Anche l'atterismo completo si registra frequentemente in tutti e quattro gli ordini; diffusissimo tra i Blattoidei ed i Fasmoidei, meno frequente tra i Mantoidei. Solitamente il meiotterismo si accompagna con un evidente pterodimorfismo sessuale ed è costantemente la femmina che presenta la maggiore riduzione degli organi di volo. Non sono rari i casi in cui il maschio è macrottero e la femmina attera. In alcuni gruppi a pterodimorfismo sessuale con femmine attere, i maschi delle diverse specie presentano tutti i gradi di riduzione alare, a partire dal macrotterismo per giungere fino al completo atterismo: nelle Pamfagine, i maschi di Lamarckiana e di Saussurea sono macrotteri; quelli di Porthetis hanno tegmine un poco più abbreviate; in Cultinotus e Stolliana i maschi sono brachitteri, in Bolivarella microtteri ed in Tropidauchen completamente atteri. Tutte le femmine di queste specie sono costantemente attere.
La riduzione degli organi di volo in un Ortottero meiottero non riguarda con la stessa intensità entrambe le paia di ali, ma maggiormente quelle mesotoraciche: ciò si può rilevare in modo particolare nei Fanerotterini, nei Sagini e nei Grylloidei, le cui specie ad ali completamente sviluppate sono parattere, cioè con ali posteriori notevolmente più lunghe delle tegmine; nelle specie meiottere di questi gruppi le ali si accorciano, in proporzione, molto più delle tegmine e sono quindi interamente ricoperte da queste. Nei Fasmoidei invece, spesso sono le tegmine che si accorciano molto più delle ali, fino ad assumere l'aspetto di brevi lobi coriacei (Cuphocrania gigas, Achrioptera fallax, ecc.)
Le tegmine e le ali abbreviate, oltre a presentare un mutamento di forma rispetto a quelle normalmente sviluppate, posseggono una nervatura che ha subito trasformazioni e riduzioni tanto più accentuate quanto maggiore è l'accorciamento degli organi di volo: tali modificazioni non colpiscono egualmente tutta l'ala, ma sono più accentuate nel tratto apicale e meno in quello basale. Gli organi di volo presentano quindi un gradiente crescente di riduzione che procede nel senso della lunghezza delle ali, dalla base verso l'apice. Tuttavia si può categoricamente affermare che la tegmina brachittera è come quella macrottera che abbia perduto la regione apicale.
Abbastanza frequente è lo pteropolimorfismo, soprattutto negli Ortotteri, ma esso si riscontra solo in specie meiottere. Numerose specie, normalmente brachittere o microttere (Grillidi in particolare), possono talvolta presentare individui o popolazioni con tegmine ed ali più lunghe o completamente macrottere (Chorthippus longicornis, Podisma pedestris, Roeseliana roeseli, Acheta deserta, ecc.). Viceversa non si riscontra mai la comparsa di forme meiottere in specie macrottere, ad eccezione di qualche raro caso fra i Grillidi. Secondo CASSAB, in Egitto, la Gryllotalpa africana è normalmente macrottera e raramente brachittera, all'opposto di quanto si verifica in Gryllotalpa gryllotalpa.
Limitatamente al alcuni gruppi o Generi, è possibile riconoscere l'esistenza di variazioni nello sviluppo di organi di senso correlate alle variazioni di sviluppo alare: nel Blattodeo Alluaudellina cavernicola, a maschi pteropolimorfi e femmine attere, gli occhi si presentano sempre più ridotti in relazione al minore sviluppo delle ali, fino ad apparire costituiti soltanto da pochi ommatidi nelle femmine. In alcuni Grillidi le forme macrottere hanno timpani uditivi su entrambe le facce delle tibie anteriori, mentre nelle forme meiottere si nota una tendenza alla riduzione del timpano interno.

## Embiotteri
Fra gli Embiotteri sono noti i casi di pterodimorfismo maschile, con individui alati ed atteri in una stessa specie (Anisembia texana, Oligotoma japonica, ecc.), e di pterodimorfismo maschile in Embia tyrrhenica STEFANI, i cui maschi possono presentarsi nelle forme macrottera, microttera ed attera.

## Dermatteri
I Dermatteri possiedono una notevole plasticità degli organi di volo che si manifesta attraverso una serie graduale di variazioni che vanno dal macrotterismo fino al più completo atterismo. La riduzione può aversi soltanto nel secondo paio di ali oppure anche nelle elitre. In quest'ultimo caso, però, le ali metatoraciche presentano una riduzione ancor più spinta di quanto non si verifichi nel caso in cui esse sole si riducono.
1. Elitre di struttura tipica.
  1. ali normalmente sviluppate (tipo Forficula auricularia L.);
  2. ali abbreviate (tipo Forficula decolyi BORM.);
  3. ali vestigiali in forma di lobi distinti (tipo Forficula decipiens GÉNÉ).
2. Elitre presenti ma ridotte.
  1. elitre quasi di forma tipica, ma poco più abbreviate; ali vestigiali, in forma di lobi non ben distinti dal metanoto (tipo Psalis gagatina KLUG);
  2. elitre lobiformi; ali nulle (tipo Euboriella moesia SERVADEI).
3. Elitre ed ali nulle (tipo Anisolabis)

Alcune specie appartenenti ai gruppi 1.1 e 1.2 possono presentare individui brachitteri o microtteri più o meno pronunciati, ma tale pteropolimorfismo interessa sempre le ali, mai le elitre; queste, invece, possono presentare riduzioni più spinte in specie dei gruppi 2.1 e 2.2, così come in altre specie (es.E. moesta) esse possono anche scomparire del tutto. Non sono rari i casi di individui macrotteri che compaiono in specie normalmente brachittere. Nei Dermatteri non si riscontrano casi di pterodimorfismo sessuale.

## Plecotteri
Anche nei Plecotteri si osserva una notevole plasticità delle ali, con forme brachittere, microttere, pteropolimorfe; frequente è lo pterodimorfismo sessuale ma, contrariamente a quanto accade negli Ortotteri ed in altri Ordini di Insetti, è il sesso maschile che presenta una riduzione più accentuata delle ali: di solito, anche quando entrambi i sessi sono microtteri, il maschio ha le ali proporzionalmente più brevi.
Lo pteropolimorfismo può manifestarsi in due maniere diverse: 
- specie casualmente pteropolimorfe, comprendenti specie di norma macrottere nelle quali possono comparire sporadicamente individui brachitteri (es.Nemoura sigma);
- specie normalmente pteropolimorfe, presentanti individui in tutti gli stadi intermedi fra il macrotterismo ed il brachitterismo (es. Chloroperla viridinervis, Dictyogenus fontium, ecc.).

BRINCS osserva che lo pterodimorfismo sessuale si accompagna talvolta ad una notevole alterazione del rapporto numerico fra i sessi, con un enorme eccesso di maschi sulle femmine: in Capnia bifrons, durante i primi tempi del periodo di volo, sono stati osservati persino rapporti di 1/150 (2 femmine su 300 maschi).

## Coleotteri
Nei Coleotteri il meiotterismo è abbastanza diffuso, specialmente in alcune famiglie. Il fenomeno talvolta sfugge all'osservazione sommaria perché non sempre la riduzione delle ali coinvolge anche le elitre. Le elitre subiscono un accorciamento (brachelitria, anelitria) in alcuni coleotteri endogei (es. Leptotyphlus) o epizoi (es. Platypsyllus castoris), come pure in Ripiforidi, in alcuni Lymexylonidi, Cantaridi, Meloidi, Cerambicidi, ecc. Spesso, in queste ultime Famiglie, all'abbreviazione delle elitre non si accompagna anche un accorciamewnto delle ali.
La riduzione delle ali, senza brachelitria, è frequente in determinate famiglie, in cui si hanno specie brachittere, microttere o attere, e non è raro neppure lo pteropolimorfismo. Nei Crisomelini alcuni generi hanno tutte le specie macrottere, sebbene non tutte capaci di volare; altri, come Chrysochloa, comprendono specie macrottere alcune delle quali mostrano un inizio di rudimentazione delle ali, ed altri infine comprendono alcune specie brachittere. Il Genere Chrysomela mostra, insieme a specie brachittere o microttere con ali ridotte e di forma costante, specie con un notevole pteropolimorfismo. Nel Genere Timarcha, infine, sono comprese specie subattere ed attere.
Nei Carabidi la riduzione delle ali è un fenomeno cospicuo, soprattutto nelle specie nordiche e di alta montagna; i Carabus svedesi mostrano una maggiore o minore regressione delle ali e fra essi soltanto il C. clathratus presenta individui macrotteri. Nel Genere Carabus la riduzione delle ali varia notevolmente in ciascuna specie e fra le condizioni estreme si rinvengono tutti i termini di passaggio.
Nei Coleotteri non è raro anche lo pteridimorfismo sessuale, per lo più con maschi normalmente alati e femmine completamente attere e prive anche di elitre. Tale condizione si riscontra nei Lampiridi, Drilidi, alcuni Scarabeidi (es. Pachypus cornulus). Talvolta ad una femmina completamente attera corrisponde un maschio brachittero, anche con le elitre abbreviate (es. Phosphaemus haemipterus). Infine, come in Vesperus (Cerambicidi), in alcuni Cebrionidi e Lampiridi, la femmina presenta elitre ed ali ridotte, mentre il maschio è normalmente macrottero.
In allevamenti di Bruchus quadrimaculatus è stata osservata (BREITENBECHER) la comparsa di anelitria nelle femmine.
La riduzione dell'ala, come si verifica negli Ortotteri, è più accentuata nella porzione apicale che non in quella basale; nella forma brachittera di Sitona hispidula (Curculionidi), l'ala ridotta appare troncata e molto simile alla porzione basale dell'ala macrottera; nei Trechini brachitteri scompaiono dapprima la regione anale e quella cubito-anale, che sono le parti che si ripiegano negli individui macrotteri.
Come accade anche negli Eterotteri, fra i Coleotteri non sono infrequenti casi di riduzione asimmetrica delle ali, soprattutto nei Carabibi. LARSEN osservò un Carabus clathratus con l'ala destra normalmente macrottera e quella sinistra ridotta ad un piccolo rudimento e con le nervature profondamente cambiate: l'esame degli scleriti ascellari di quest'ala ridotta non ha mostrato alcuna differenza con quelli dell'ala normale, ad eccezione del fatto che si presentavano abbastanza ravvicinati tra loro ed al margine laterale dello scuto.
Spesso la riduzione delle ali è, nei Coleotteri, correlata con alcune modificazioni che colpiscono le elitre, come l'attenuarsi del callo omerale e la saldatura delle elitre mediante un sistema di coattazioni che ne impediscono l'apertura.

## Neurotteri
Fra i Neurotteri il meiotterismo è un fenomeno piuttosto raro ed interessa soltanto i Planipenni. In quest'Ordine, alcune specie del Genere Psectra (Hemerobiidae) presentano un notevole polimorfismo alare con riduzione, in alcuni individui anche notevolissima (Psectra diptera), del 2º paio di ali e delle relative nervature (microtterismo sensu KILLINGTON).

## Mecotteri
Fra i Mecotteri, i Boreidi comprendono specie le cui ali hanno subito una forte regressione: nei maschi esse sono trasformate in una sorta di sottili e lunghi uncini che servono per la copula, mentre nella femmina sono ridotte a minute squame pelose o mancano del tutto. Inoltre sono prive di ali le specie dei Generi Apterobittacus e Apteropanorpa.

## Tricotteri
Nei Tricotteri il brachitterismo non è raro e può interessare anche soltanto il secondo paio di ali, come ad esempio Thamastes dipterus, in cui le ali posteriori sono ridotte ad una minuta squama. Normalmente, però, sono tutte e quattro le ali che possono subire una riduzione; essa può riscontrarsi in entrambi i sessi (es. Baicalina thamastoides), soltanto nei maschi (es. Anomalopteryx) o soltanto nelle femmine (es. Enoicyla reichenbachi).
In specie normalmente macrottere, soprattutto dei paesi freddi o di alta quota, può verificarsi la comparsa di individui brachitteri (es. Agrypnia pagetana var.hyperborea, ecc.), oppure si può avere un dimorfismo stagionale con individui microtteri durante l'inverno e macrotteri in estate (es. femmine di Trentonius distinctus).

## Lepidotteri
Nei Lepidotteri la riduzione delle ali è un fenomeno poco frequente e riguarda quasi soltanto le femmine; raramente interessa entrambi i sessi. Quasi costantemente le femmine attere o brachittere si rinvengono in specie viventi in zone a clima freddo o in specie invernali dei paesi a clima temperato, come pure in specie delle regioni steppiche o subdesertiche. Di solito la riduzione interessa tutte e quattro le ali; di rado si ha la riduzione soltanto delle ali anteriori (alcune Dismorphia) o delle posteriori (es. Diptilum); addirittura assenza completa delle ali si ha nell'Ecoforide Pleurota rostrella. Riduzioni più o meno accentuate di tutte e quattro le ali si osservano nelle femmine di alcuni Geometridi (es. Erannis, ecc.), di alcuni Erebidae (es. Ocnogyna), di alcuni Anthelidae (es. Pterolocera) ecc. Le femmine sono completamente attere in Boarmia plumigeraria, Orgyia leucostigma, O. antiqua. Sono microttere in Poecilopsis pomonaria, Erannis defoliaria; brachittere in Cheimatobia brumata, Orgyia thyellina; quest'ultima specie, propria del Giappone, presenta anche femmine macrottere e costituisce l'unico caso conosciuto di pteropolimorfismo nei Lepidotteri.
Le femmine di alcune specie conservano i caratteri larvali e, di conseguenza, sono prive di ali; ma in questo caso si tratta di neotenia, fenomeno che non ha nulla a che vedere con il meiotterismo (es. Eterogynis paradoxa, Thiridopterix ephemeraeformis).
È stato anche osservata la correlazione tra la riduzione delle ali e la regressione degli organi timpanici in Orgyia, Ocnogyna, Poecilopsis, ecc.: tale correlazione non è però un fenomeno costante poiché GOHBRANDT ha riscontrato che nei Sintomidi il timpano può essere normale o ridotto, indipendentemente dalla regressione degli organi di volo.

## Imenotteri
Negli Imenotteri è frequente lo pterodimorfismo sessuale che può manifestarsi in vari modi:
- maschi normalmente macrotteri e femmine attere: Mutillidi, alcuni Metocidi, alcuni Betilidi. In quest'ultima Famiglia alcune Cephalonomia hanno due tipi di maschi, alcuni macrotteri ed altri brachitteri, con femmine costantemente attere.
- maschi macrotteri e femmine brachittere o microttere (es. Myzine, Methocidae).
- maschi atteri, subatteri o microtteri e femmine macrottere: in diversi Calcidoidi come Blastophaga con maschi atteri, Prestwichia acquatica con maschi meiotteri, Philotrypesis con maschi polimorfi atteri, subatteri o microtteri con forme intermedie (una forma con ali laminari strettissime e lunga è detta leptottera); esistono maschi macrotteri solo in P. longicornis.
- maschi brachitteri e femmine macrottere, ad esempio il Braconide Termitobracon emersoni, il Calcidide Melittobia chalybii.

Nei Formicidi si hanno di norma sessuati alati ed operaie attere: nelle forme più primitive (alcuni Ponerini) le operaie, pur essendo attere, conservano gli scleriti alari, fatto che non si riscontra in nessun'altra sottofamiglia di questo gruppo. In Leptothorax acervorum si hanno varie forme di femmine con ali e torace ridotti. Molto di rado possono comparire operaie fornite di moncherini delle ali.
Pteropolimorfismo si può avere anche in Imenotteri eterogonici: ad esempio il Cipinide Biorhiza aptera, che vive a temperature molto basse ed anche sulla neve e la cui fase partenogenetica è rappresentata da individui atteri, mentre la forma anfigonica (nota sotto il nome di B. pallida) ha maschi macrotteri e femmine pteropolimorfe presentanti tutti i gradi di riduzione alare, dal macrotterismo all'atterismo completo. Analogamente avviene nei Calcididi, pure eterogonici, del Genere Harmolita, con forme macrottere che depongono le uova sulle parti aeree del frumento e forme microttere o attere che conducono vita ipogea.
Nel Serfoideo Platymischus, talassofilo, vivente nella zona intercotidale presenta entrambi i sessi atteri o subatteri.
Spesso si osserva correlazione tra meiotterismo e riduzione della mole del corpo, regressione degli occhi ed ocelli, depigmentazione, soprattutto nelle specie endogene.

## Ditteri
Nei Ditteri, tipicamente, rimane soltanto il primo paio di ali, mentre le ali metatoraciche sono trasformate in organi ricchi di terminazioni sensorie ed inadatti al volo, i bilancieri. Tuttavia si sono raramente ritrovati individui nei quali i bilancieri sono sostituiti da ali complete (SCHULZE) con nervature normali, ma più piccole delle anteriori; in Drosophila una mutazione analoga, tetraptera, fu selezionata per la prima volta da ASTAUROF e successivamente ottenuta in vari laboratori di genetica.
Le riduzioni delle ali anteriori non sono infrequenti nei Ditteri, e si possono distinguere i seguenti casi principali:
I) Brachitterismo o microtterismo: ali più o meno abbreviate, fino a ridursi, talvolta, in semplici moncherini e giungere ad una condizione di subatterismo. Il fenomeno è più accentuato in specie viventi in condizioni ecologiche molto particolari:
- Ectoparassiti: Pupipari dei Generi Stenopteryx, Crataerhina, Melophagus, ecc. Nei primi due Generi le ali non subiscono un vero e proprio accorciamento, ma una riduzione della metà posteriore dell'organo che così viene ad essere stretto ed allungato (stenotterismo); in Melophagus l'ala è ridotta ad un minutissimo rilievo.
- Mirmecofili e Termitofili (in genere ditteri ipogei): in alcuni Foridi e Termitoxenidi, nei quali le ali sono ridotte a brevi appendici mesotoraciche, spesso simulanti un bilanciere (es. femmina di Ecitomyia wheeleri).
- Specie alofile, talassofile o di alta montagna: le prime, che vivono nella zona littorale marina, presentano frequentemente riduzione delle ali.: ad esempio Pontomyia natans, P. pacifica', Clunio, Chironomidi (con maschio brachittero e femmina attera), Antrops truncipennis (Cypselide della Terra del Fuoco), Psamathiomyia e Halizytus (brachitteri entrambi i sessi, viventi sulle alghe degli scogli sommersi). Nelle isole antartiche si sono evolute particolari specie brachittere e microttere talassofile: Apetenus litoralis, Amalopteryx maritima. Fra le forme attere e brachittere di alta montagna citiamo alcune Chionea muscicole e Alfredia acrobata BEZZI (Tipuliformi), quest'ultima vivente intorno ai 300 m, sulle Alpi Piemontesi.
- Specie presentanti forme macrottere e brachittere (o microttere). Sono abbastanza scarse tra i Ditteri: Apterina pedestris(Cypselidae), Corynoneura (Chironomide), alcuni Tipulidi a maschio macrottero e femmina ad ali più o meno ridotte (Tipula nigra, T. pagana, subattera, T. luteipennis, in cui la riduzione alare si accentua negli individui di minori dimensioni).

II) Ali mesotoraciche trasformate in bilancieri: ad esempio, in alcuni Termitoxenidi ed in Ariasella pandellei SÉGUY (Empidide dei Pirenei.) In queste specie, però, i bilancieri normali (metatoracici) scompaiono. Viceversa nella mutazione tetraptera di Drosophila si hanno contemporaneamente le due paia di bilancieri.
III) Atterismo, scomparsa completa delle ali e, talvolta, anche dei bilancieri: alcuni Pupipari, Foridi, Efrididi, Tipulidi, Sciaridi (femmina di Peyerinhoffia subterranea), Chironomidi (Belgica antartica).
Ne brachitterismo, di regola, si ha una riduzione proporzionale delle varie parti dell'ala: tutti gli elementi caratteristici (nervature, campi, cellule, ecc.) vengono conservati, almeno fino ad un certo grado di regressione alare, ma ristretti in un'ala di minore superficie e che presenta, di conseguenza, un aspetto diverso da quello che si può osservare in un'ala normale.

## Psocotteri
Gli Psocotteri presentano frequentemente, insieme a specie del tutto attere, alcune con le ali fortemente ridotte a due rudimenti laminari (come in Trogium pulsatorium L.), spesso caduchi, ed altre ancora, con maschi macrotteri e femmine brachittere o microttere. Vi sono specie con femmine normalmente microttere (Peripsocus parvulus, Neopsocus rhenanus, ecc.) in cui compaiono, in determinate zone, anche alcune femmine macrottere. Mentre per alcune specie si ha la riduzione degli organi di volo indipendentemente dalle condizioni ambientali, per altre la riduzione è dipendente da cause diverse non ancora accertate: così in Psylliopsopcus ramburi SÉL.LONG. le ali si sviluppano completamente soltanto a temperature inferiori ai 23 °C e limitatamente a quegli individui che fanno parte di gruppi molto affollati. Nell'"effetto di gruppo" non intervengono né l'eccitazione visiva, né il contatto; l'effetto è dovuto probabilmente all'azione di un feromone ed è inibito a temperature superiori ai 23 °C.

## Tisanotteri
Fra i Tisanotteri sono molto frequenti specie attere e brachittere. Rispetto al meiotterismo, i Tisanotteri possono presentare i seguenti casi:
- specie attere in entrambi i sessi (es. Aptinothrips rufus);
- specie brachittere in entrambi i sessi (es.Thrips pilosus);
- pterodimorfismo sessuale, generalmente con maschio attero o brachittero e la femmina macrottera (es. Limothrips cerealium, Thrips kapaleki);
- omopolimorfismo alare con forme attere e macrottere in entrambi i sessi (es. Trichothripspedicularius);
- eteropolimorfismo alare con uno dei due sessi macrottero e l'altro sia nella forma brachittera, sia in quella macrottera (es. Thrips discolor)

La riduzione delle ali, e specialmente l'atterismo, sembrano essere in correlazione con la scomparsa degli ocelli, la riduzione degli occhi e del numero di articoli delle antenne e dei palpi mascellari.

## Rincoti Eterotteri
In questo sottordine di Rincoti di solito le ali si riducono maggiormente delle emielitre in uno stesso individuo, fino al punto che si possono avere forme con emielitre variamente ridotte ma senza ali; il meiotterismo può condurre ad eteropolimorfismo (maschi macrotteri e femmine polimorfe) o ad omopolimorfismo alare; si conoscono anche casi di stenotterismo (alcuni Aradidi).
Le prime manifestazioni del brachitterismo colpiscono nelle emielitre la sola membrana (regine apicale meno sclerificata). che può ridursi notevolmente o scomparire del tutto, senza che il resto dell'emielitra subisca modificazioni apprezzabili, (es. nelle forme brachittere di Pyrrhocoris apterus, nella femmina brachittera di Halticus saltator, ecc.)
Il meiotterismo è più diffuso tra gli Eterotteri acquatici, ma quasi tutte le famiglie di questo sottordine presentano, con maggiore o minore frequenza, casi di riduzione alare. Esempi: Blissus doriae, Ligeide con forme macrottere e microttere; Phytocoris varipes ed Halictus saltator, Miridi con maschi macrotteri e femmine polimorfe; molti Nabis ed i Prostemma (Nabidae), Piezostethus cursitans (Anthocoridae), Pasira basiptera (Reduviidae), ecc. tutte specie polimorfe.
Fra gli Eterotteri acquatici, insieme a specie che sembrano non presentare polimorfismo alare, almeno in determinate regioni, se ne osservano numerose altre con casi più o meno rari di polimorfismo, fino a giungere a specie nelle quali il polimorfismo sembra essere la regola.
Fra gli Eterotteri sono frequenti i casi di sviluppo asimmetrico degli organi di volo in uno stesso individuo, ad esempio Naucoris cimicoides specie macrottera le cui emielitre sono spesso asimmetriche, Pyrrhocoris apterus in cui si è osservato un esemplare la cui l'emielitra destra era senza membrana (brachittera) mentre quella sinistra era macrottera, con membrana pigmentata di scuro, e l'ala metatoracica destra era maggiore di quella sinistra, pur essendo entrambe rudimentali (ENDERLEIN). POISSON ha osservato numerosi casi di sviluppo asimmetrico delle emielitre e delle ali in Gerris lacustris: 
- individui con emielitre ed ali macrottere da un lato e ridotte dall'altro;
- individui microtteri o brachitteri con organi di volo con un grado di riduzione diverso nei due lati opposti.

## Rincoti Omotteri
La riduzione delle ali è un fenomeno molto diffuso tra gli Omotteri.
Fra gli Auchenorinchi è particolarmente frequente negli Jassidi, Issidi e Delfacidi (Hysteropterum, Tettigometra imporessiformis, ecc.), sia in uno solo che in entrambi i sessi; più spesso è la femmina che è brachittera. In alcuni casi (es. Driatura gammaroides, Perkinsiella saccharicida, ecc.) la stessa specie presenta forme brachittere e macrottere.
Negli Sternorinchi, che presentano grandissima frequenza di completo atterismo, non si ha brachitterismo che fra i maschi dei Coccidi: questi, che sono quasi sempre alati, mancano del secondo paio di ali, oppure le presentano ridotte ad una sorta di bilanciere (retinacolo) che si coatta con le ali anteriori; in Eriococcus spurius, oltre a maschi normalmente macrotteri, se ne osservano altri microtteri con ali anteriori ridotte a due moncherini laterali; altre specie (es.Parlatoria blanchardi, Leucaspis pulsilla, ecc.) hanno maschi alati ed atteri.
I Peloridiidi, i cui attuali rappresentanti sono elementi probabilmente relitti di una fauna antartica, hanno specie prive di ali posteriori, con le anteriori normalmente sviluppate con apici che si sovrappongono (forme macrottere) o alquanto ridotte e con apici semplicemente contigui (forme subrachittere).